# Pandemie covidu-19 v Číně
Pandemie virové choroby covid-19, způsobené do té doby neznámým a tudíž neprozkoumaným koronavirem SARS-CoV-2, vypukla koncem roku 2019 ve městě Wu-chan v provincii Chu-pej v centrální Číně.
Dne 30. ledna 2020 WHO vyhlásila globální stav zdravotní nouze (PHIEC), šestý v pořadí od roku 2009, kdy byl poprvé vyhlášen kvůli pandemii mexické prasečí chřipky. Dne 11. března 2020 WHO šíření koronaviru prohlásila za pandemii.

## Vznik pandemie
Za původní ohnisko nákazy covidu-19 se považuje velkoobchodní trh s mořskými plody Chua-nan v centru Wu-chanu. Vědci již předtím varovali, že trhy, na nichž se prodávají zvířata odchycená v přírodě, jmenovitě netopýři nebo divoká zvířata pěstovaná na farmách pro prodej, jsou potenciálním zdrojem infekcí. Možnost, že se netopýři stanou zdrojem nové epidemie SARS-CoV okrajově zmiňoval i článek publikovaný v dubnu 2019 v časopise Expert Opinion on Drug Discovery. O původním ohnisku nákazy však stále panují pochybnosti vzhledem k tomu, že Čína povolila vyslat na místo experty Světové zdravotnické organizace (WHO) až zhruba rok po vzniku pandemie a stanovila podmínky, které nezávislé pátrání znemožňují.
Dle neoficiálních informací identifikovaly čínské úřady celkem 266 osob, které se nakazily virem před začátkem roku 2020.
Prvotní skupina nakažených lidí jevila známky zápalu plic bez dalších příznaků. První pacient zemřel dne 9. ledna 2020 v Číně. Šíření epidemie eskalovalo v polovině ledna 2020, kdy byly také evidovány první případy nakažených mimo pevninskou Čínu. Z dosud utajovaných dokumentů, které získala televize CNN od whistleblowera z Hubei Provincial Center for Disease Control and Prevention je patrné, že Čína od počátku zkreslovala počty nakažených covidem a snažila se utajit údaje o původu a šíření nemoci v provincii Chu-pej.
Dne 7. ledna 2020 se čínským vědcům podařilo izolovat původce nemoci, nový kmen koronaviru, nazvaný 2019-nCoV a později přejmenovaný na SARS-CoV-2. 12. ledna přijala Světová zdravotnická organizace (WHO) výsledky genového sekvenování koronaviru, a umožnila tak laboratořím po celém světě vytvořit specifické PCR testy na jeho diagnostiku. Po vzniku testu bylo z původní wuchanské skupiny postupně diagnostikováno 41 osob s novým koronavirem. Dvě třetiny z nich byly nějakým způsobem spojeny s velkoobchodním trhem s mořskými plody Chua-nan. Pomocí sekvenování RNA nového viru bylo zjištěno, že je podobný nejméně ze 75–80 % koronaviru SARS-CoV-1 a z více než 85 % netopýřím koronavirům.

## Průběh pandemie

### Listopad a prosinec 2019
Dle zprávy hongkongského deníku South China Morning Post (publikované v březnu 2020) se 55letý muž, jenž byl nakonec potvrzen jako případ onemocnění koronavirem SARS-CoV-2, mohl nakazit už 17. listopadu 2019. V té době však jeho onemocnění nebylo rozpoznáno. O dalších případech, které se mohly vyskytnout před prosincem 2019, nebyla doposud publikována žádná vědecká práce.
1. prosince 2019
Další potvrzený pacient začal projevovat symptomy viru 1. prosince 2019. Nenavštívil tržnici s mořskými plody Chua-nan, známou jako možné středisko rozšíření epidemie. Mezi tímto případem a pozdějšími případy nebyla nalezena žádná epidemiologická souvislost.
10. prosince
Dle příspěvku v americkém listu The Wall Street Journal, publikovaném dne 6. března 2020, byl před zveřejněním předchozích případů považován za prvního nakaženého 57letý obchodník v tržnici Chua-nan.
18.–28. prosince
Mezi 20. a 29. prosincem vydali pracovníci Wuchanského institutu pro virologii zprávu, že bylo wuchanskou nemocnicí Ťin Jin-Tchan přijato na jednotku intenzivní péče sedm lidí se zápalem plic. Odebrané vzorky byly poslány do laboratoře institutu k diagnostice patogenu, který onemocnění zapříčinil. Pacient ICU-01 nebyl spojen s tržnicí Chua-nan, ostatních šest však bylo prodejci nebo dodavateli onoho trhu.
Čínští epidemiologové zveřejnili spolu s CCDC (Čínské středisko pro kontrolu a prevenci nemocí článek s informací, podle které první skupina lidí (cluster) se zápalem plic neznámého původu byla identifikována 21. prosince 2019.
Čang Ťi-sien, ředitelka oddělení respirační a krizové péče Provinční nemocnice integrované čínské a západní medicíny provincie Chu-pej, ošetřovala starý manželský pár, který do nemocnice přišel 26. prosince 2019. Vyšetřením pomocí výpočetní tomografie (CT) zjistila, že nemají běžný virový zápal plic. Čang si uvědomila, že se jedná o dosud neznámé infekční onemocnění. Celkem čtyři případy oznámila dne 27. prosince 2019 na středisku CCDC v městském obvodu Ťiang-chan. Během následujících dvou dnů přišli do nemocnice další tři nakažení, kteří byli spojeni s tržnicí Chua-nan. Nemocnice rozhodla, že se jedná o neobvyklou situaci a podala přímou zprávu provinčnímu a městskému CCDC.
Konec prosince 2019 a lékař Li Wen-liang
Dle publikace CCDC z 31. ledna 2020 byly skutečnosti, které postupně vedly k identifikaci koronaviru SARS-CoV-2, následující: „Dne 29. prosince 2019 byly nemocnicí ve Wu-chanu přijaty čtyři osoby se zápalem plic, všichni pracovali na velkoobchodním trhu s mořskými plody Chua-nan, který veřejnosti prodává živou drůbež, vodní produkty a dalších několik druhů volně žijících živočichů. Nemocnice ohlásila tento výskyt, což vedlo zaměstnance wuchanského CCDC k zahájení terénního retrospektivního vyšetřování pacientů se zápalem plic, kteří by mohli být spojeni s trhem Chua-nan. Vyšetřovatelé našli další pacienty spojené s tržištěm a 30. prosince ohlásily úřady provincie Chu-pej tento výskyt na CCDC. Následujícího dne poslalo CCDC své experty do Wu-chanu, aby podpořili vyšetřování. Vzorky od pacientů byly získány pro laboratorní analýzy.“
Odpoledne dne 30. prosince 2019 bylo Zdravotní komisí města Wu-chan zveřejněno na sociální síti Weibo „naléhavé oznámení o léčbě zápalu plic nezmáho původu“. Oznámila, že od začátku prosince bylo postupně diagnostikováno s neznámým zápalem plic několik pacientů, dohromady 27 případů, z nichž 7 bylo v kritickém stavu. Zbylých 18 bylo stabilních, přičemž dva z nich by měli být brzy propuštěni. Následně byla Zdravotní komisí města Wu-chan podána zpráva i Světové zdravotnické organizace. Většina pacientů byla obchodníky na Velkoobchodním trhu s mořskými plody Chua-nan. Zdravotní komisí města Wu-chan vydala o situaci veřejné prohlášení.
Dne 30. prosince 2019 byl genetickým sekvenováním patogenu od jednoho z pacientů chybně označen ve výsledném testu objev nemoci SARS (koronaviru SARS). Po obdržení výsledků testu sdělilo několik lékařů z Wu-chanu, včetně oftalmologa Li Wen-lianga z Centrální nemocnice ve Wu-chanu (který zveřejnil varování pro své studenty na fóru WeChat), že skupina sedmi pacientů léčených na oftalmologickém oddělení byla neúspěšně léčena na příznaky virového zápalu plic a byla diagnostikována se SARS. Protože tito pacienti nereagovali na tradiční léčbu, byli dáni do karantény na pohotovostním oddělení v Centrální wuchanské nemocnici. Li Wen-liang zveřejnil na fóru WeChat, že by tato skupina pacientů mohla být nakažena dosud neznámým virem. Dle několika účastníků diskuse na webu posléze rozšířil Li svůj objev o úryvek z analýzy RNA, kterou byl nalezen resp. potvrzen nový koronavirus SARS a rozsáhlé bakteriální kolonie v dýchacích cestách pacienta. Doktor Li se nakazil koronavirem od jednoho z pacientů, které léčil. Dne 12. ledna 2020 byl Li hospitalizován a zemřel 7. února 2020.
V noci dne 30. prosince 2019 se začaly na sociálních sítích šířit informace o vypuknutí epidemie „zápalu plic neznámého původu“. Podle zpráv, které se na nich objevily, bylo 27 pacientů, zejména obchodníků na trhu s mořskými plody Chua-nan, léčeno na neznámou nemoc.
Výsledkem prvotních vyšetřování byly z okruhu podezřelých chorob vyřazeny sezónní chřipka, SARS, MERS a ptačí chřipka.
Po svém krizovém nočním setkání s úředníky a experty nařídila hongkongská ministryně pro výživu a zdraví Sophia Chan Siu-chee 30. prosince 2019: „Jakýkoli podezřelý případ, projevující horečku a akutní respirační onemocnění nebo zápal plic, který byl během 14 dní ve Wu-chanu, bude dán do izolace.“
Dne 31. prosince 2019 byla čínská kancelář Světové zdravotnické organizace (WHO) informována, že se ve Wu-chanu vyskytly případy lidí se zápalem plic neznámých příčin.
Zdravotní komise města Wu-chan vydala „naléhavé oznámení o léčbě zápalu plic neznámého původu.“
V důsledku tohoto sdělení úřady na územích pod čínskou svrchovaností – Hongkong a Macao – a také úřady Tchaj-wanu zpřísnily kontroly a zavedly screeningy tělesné teploty na letištích.
Čínská státní televize oznámila, že tým odborníků z Národní zdravotní komise dorazil do Wu-chanu 31. prosince 2019, aby vedl vyšetřování, zatímco deník Žen-min ž'-pao napsal, že přesná příčina onemocnění zůstává nejasná a bylo by předčasné o ní spekulovat. Čínská státní televizní stanice CCTV uvedla, že byl do města Wu-chan vyslán tým vedoucích zdravotnických odborníků, kteří údajně „provádí příslušné inspekční a ověřovací práce“.

### Leden 2020
1. ledna 2020
Dle státní tiskové agentury Sin-chua byla tržnice Chua-nan uzavřena dne 1. ledna 2020 kvůli „renovaci“. Nicméně, jak bylo uvedeno ve zprávě konsorcia ze dne 24. ledna 2020, byla tržnice uzavřena 1. ledna kvůli „čištění a dezinfikování“.
2. ledna
Dne 2. ledna bylo nemocnicí ve Wu-chanu u 41 lidí potvrzeno, že v sobě přenáší koronavirus 2019-nCoV. 27 (66 %) z nich bylo přímo spojeno s Velkoobchodním trhem s mořskými plody Chua-nan. Všichni pacienti byli následně převezeni z nemocnice, kde byli diagnostikováni, do nemocnice Ťin-jin-tchan ve Wu-chanu.
3. ledna
Dne 3. února 2020 byla čínskými vědci v Národním ústavu pro kontrolu a prevenci virových chorob (IVDC) určena genetická sekvence nového β-rodu koronaviru (pojmenovaného 2019-nCoV) ze vzorků odebraných od pacientů ve Wu-chanu. Byly vytvořeny tři odlišné kmeny.
Zdravotnické úřady ve Wu-chanu oznámily 44 případů, jednalo se o velký skok od úterý, kdy bylo ohlášeno 27 případů. Dle Wuchanské městské zdravotní komise bylo jedenáct nakažených vážně nemocných, žádná úmrtí však hlášena nebyla. Byl sledován stav 121 lidí, kteří přišli do úzkého kontaktu s nakaženými.
Dne 3. ledna 2020 byl doktor Li Wen-liang, wuchanský oftalmolog, který byl zatčen za šíření „fám“ na WeChatu, předvolán Úřadem veřejné bezpečnosti Wu-chanu. Zde mu bylo řečeno, aby podepsal oficiální přiznání a výpověď s příslibem, že přestane šířit „fámy“ týkající se koronaviru. V dopise byl obviněn z „nepravdivých komentářů“, které „vážně narušily společenský řád“. V dopise stálo: „Vážně vás varujeme: pokud budete stále tvrdohlavý a s takovou drzostí budete pokračovat v této nezákonné činnosti, budete postaven před soud – rozumíte?“ Doktor Li Wen-liang podepsal přiznání: „Ano, rozumím.“ Li byl později několikrát podpořen. Například dne 28. ledna 2020 na blogu, který spravuje Nejvyšší lidový soud Čínské lidové republiky. Dne 7. února 2020 bylo čínskými, státem sponzorovanými, zprávy informováno, že doktor Li zemřel na komplikace způsobené koronavirem. Příspěvek následně smazaly a nahradily ho zprávou, že je doktor Li ve vážném stavu. Později téhož dne bylo oznámeno, že doktor Li skutečně zemřel. Doktor Li Wen-liang je považován za oznamovatele, který odhalil úsilí čínské vlády zakrýt závažnost pandemie koronaviru, což zapříčinilo její rychlé rozšíření po Číně a ve světě.
Na konci ledna byla policie napomenuta Nejvyšším lidovým soudem za potrestání Liho a jeho spolupracovníků. Wuchanská policie objasnila, že Li Wen-liang nebyl zatčen ani pokutován, ale byl varován, protože šířil informace, že „bylo potvrzeno 7 případů SARS“, což dle ní nebyla pravda.
4. ledna
Vedoucí infekčního oddělení Hongkongské univerzity, Ho Pak-leung, upozornil, že by mělo město zavést nejpřísnější monitorovací systém kvůli šíření nového viru způsobujícího zápal plic, kterým se nakazily desítky lidí, protože bylo možné, že se virus přenáší z člověka na člověka. Mikrobiolog také varoval, že během nadcházejícího čínského Nového roku může dojít k nárůstu případů infikovaných osob. Ho řekl, že doufal, že pevnina zveřejní co nejdříve více podrobností o infikovaných pacientech, například o jejich anamnéze, aby pomohla vědcům zanalyzovat onemocnění a umožnit zavedení účinnějších preventivních opatření.
Dne 4. ledna bylo Ministerstvem zdravotnictví Singapuru řečeno, že bylo informováno o prvním podezření na případ „záhadného wuchanského viru“. Informace se týkala 3lété dívky z Číny, která měla zápal plic a cestovala do Wu-chanu. Dne 5. ledna vydalo Ministerstvo zdravotnictví Singapuru tiskové prohlášení, v němž uvedlo, že dřívější podezřelý případ nebyl spojen s klastrem lidí zápalu plic ve Wu-chanu a byl negativně otestován na SARS a MERS-CoV.
Čínské úřady byly kritizovány za nezveřejnění informací o „záhadném viru“, který by dle počítačem přeložených oficiálních zpráv úřadů mohl být novým koronavirem.
Světová zdravotnická organizace čekala, až Čína zveřejnění informace o „záhadném novém viru zápalu plic.“ Agentura Organizace spojených národů aktivovala svůj systém řešení krizových situací na celostátní, regionální a celosvětové úrovni. Byla také připravena zahájit v případě potřeby širší reakce. Regionální kancelář WHO v Manile napsala v sobotu na Twitter: „#Čína informovala WHO o novém shluku lidí se zápalem plic ve Wu-chanu v provincii Chu-pej. Vláda se také sešla s naší státní kanceláří a doplnila @WHO o nejnovější informace o situaci. Byly zahájeny kroky ze strany vlády ke kontrole incidentu a probíhá vyšetřování její příčiny.“
Wuchanský institut virologie neodpověděl na e-mailovou žádost o komentáři ke zdroji infekce.
5.-7. ledna
Počet možných nakažených lidí vzrostl na 59, z nichž 7 bylo v kritickém stavu. Všichni byli dáni do karantény. Dalších 163 lidí bylo monitorováno. V tuto dobu zde nebyly hlášeny známky přenosu viru z člověka na člověka a jeho šíření mezi členy zdravotnického personálu.
Dne 6. ledna bylo wuchanskými zdravotnickými úřady oznámeno, že pokračují v hledání příčin viru. Doposud vyloučily chřipku, ptačí chřipku, adenovirus a koronaviry SARS a MERS jako respirační patogen, který od 5. ledna infikoval 59 lidí.
Od vypuknutí diskuse o záhadném ohnisku zápalu plic ve Wu-chanu v Číně začaly čínské úřady cenzurovat hashtag #WuhanSARS a začaly vyšetřovat každého, kdo údajně šířil zavádějící informace o vypuknutí epidemie.
Svět nadále čekal, zda Čína zveřejní více informací o tom, co způsobilo náhlé vypuknutí neznámého zápalu plic ve Wu-chanu, v desátém největším městě Číny.
Americké Centrum pro kontrolu a prevencí nemocí (CDC) vydalo pro cestovatele cestující do Wu-chanu oznámení, ve kterém je upozorňovalo na několik případů lidí se zápalem plic neznámého původu v tomto městě.
8. ledna
Čínští vědci oficiálně oznámili objev nového koronaviru SARS-CoV-2.
Jižní Korea oznámila první možný případ nakažené osoby virem pocházejícího z Číny. 36letá čínská občanka byla dána do karantény kvůli obavám, že přinesla do Jižní Koreje virus způsobující zápal plic, na který v minulých týdnech onemocněly desítky lidí v pevninské Číně a Hongkongu. Neidentifikovaná žena, která pracovala pro jihokorejskou společnost poblíž hlavního města Soulu, začala po návratu z pětidenního výletu do Číny, dne 30. prosince, jevit známky viru (kašel a zvýšenou teplotu). Žena nějaký čas pobývala ve městě Wu-chan, tržnici Chua-nan avšak nenavštívila.
9. ledna
Světová zdravotnická organizace WHO potvrdila, že byl nový koronavirus izolován od jednoho hospitalizovaného člověka. Téhož dne publikovalo Evropské středisko pro kontrolu a prevenci nemocí svůj první rizikový posudek. WHO také uvedlo, že čínské orgány jednaly rychle a podařilo se jim identifikovat koronavirus do několika týdnu od vypuknutí. Celkové číslo otestovaných lidí s pozitivním výsledkem na virus vzrostlo na 41. Prvním člověkem, jenž zemřel na následky viru, byl 61letý muž, který byl pravidelným zákazníkem na tržišti. Trpěl několika zdravotními problémy, včetně chronického onemocnění jater, a zemřel na selhání srdce a zápal plic. O případu informovala čínská zdravotní komise prostřednictvím státních medií dne 11. ledna.
Čínští vědci ve státní televizi CCTV uvedli, že našli u 15 lidí ve městě Wu-chan nový koronavirus. Město se tak předběžně stalo ohniskem patogenu. Doplnili, že wuchanský koronavirus není stejné smrtnosti jako SARS a že první ohnisko bylo nalezeno 12. prosince 2019 ve Wu-chanu. Kromě toho bylo 59 lidí pozitivně otestováno. Sedm z nich bylo v kritickém stavu a nikdo ze zdravotnického personálu nakažen nebyl.
10. ledna
Data genového sekvencování izolovaného SARS-CoV-2, který pochází ze stejné rodiny jako koronavirus SARS, byla publikována na Virological.org vědci Univerzity Fu-tan v Šanghaji. Další tři sekvence od Čínského střediska pro kontrolu a prevenci nemocí, jedna sekvence od Čínské akademie lékařských věd a jedna od nemocnice Ťin-jin-tchan ve Wu-chanu byly zveřejněny na portálu GISAID (Global Initiative on Sharing All Influenza Data). Ve stejný den vydala agentura Veřejné zdraví Anglie (Public Health England) doporučení pro cestovatele, ve kterém vyzývá k základní hygieně a mytí rukou.
Dne 10. ledna začal doktor Li Wen-liang, čínský oftalmolog, projevovat příznaky suchého kašle. Dne 12. ledna se mu zvýšila teplota. Do nemocnice byl přijat o dva dny později, 14. ledna. Jeho rodiče, které nejspíše nakazil koronavirem, byli také přijati do nemocnice. Zpočátku vycházel test na virus negativně, dne 30. ledna 2020 však vyšel pozitivně.
První dva pacienti se objevili v Šen-čenu v Kuang-tungu v Univerzitní nemocnici Hongkong-Šen-čen.
11.-13. ledna
První dva pacienti v Šen-čenu byli převezeni do Třetí lidové nemocnice města Šen-čen kvůli shodným laboratorním testům a symptomům a oba dva jsou uvedeni jako možní nakažení. V danou dobu případy potvrzeny nebyly, protože čínská vláda požadovala, aby byl každý případ předán provinčnímu CDC, ověřen národním CDC a poté vyhodnocen a potvrzen specifickým diagnostickým týmem v národním CDC.
Od 5. ledna bylo v Číně úzce monitorováno 700 lidí, včetně 400 členů zdravotnického personálu, kteří přišli do kontaktu s 41 lidmi, u kterých bylo potvrzeno nakažení virem. Světová zdravotnická organizace zveřejnila doporučení s pokyny pro cestovatele, testování v laboratořích a zdravotní vyšetření.
14. ledna
Dne 14. ledna bylo oznámeno, že dva lidé z 41 potvrzených případů tvoří manželský pár. Možnost přenosu viru z člověka na člověk se tak zvýšila.
Dne 14. ledna uvedla WHO na Twitteru: „Předběžná šetření provedená čínskými úřady nezjistila žádný jasný důkaz přenosu koronaviru (2019-nCoV), identifikovaného ve Wu-chanu v Číně, z člověka na člověka.“
15. ledna
Druhý člověk, 69letý muž čínské národnosti, zemřel 15. ledna. WHO vydala protokol o diagnostice a testování viru 2019-nCoV. Vyvinul jej tým virologů z nemocnice Charité.
16. ledna
WHO byla upozorněna japonským ministerstvem zdravotnictví, že byl 30letý čínský muž během hospitalizace, mezi 10. a 15. lednem, pozitivně otestován na přítomnost viru 2019-nCoV. Tržiště Chua-nan nenavštívil, nejspíše se však ve Wu-chanu dostal do kontaktu s nakaženým člověkem.
18. ledna
Poté, co bylo dne 2. ledna 2020 laboratorně potvrzeno prvních 41 případů, uběhlo šestnáct dní bez dalších oznámených případů. Dne 18. ledna však Čína publikovala zprávu, že bylo otestováno dalších sedmnáct lidí a tři se nacházejí ve vážném stavu. Počet laboratoří pozitivně otestovaných lidí se zvýšil na 62, z toho 19 lidí bylo propuštěno a 8 pacientů zůstalo v kritickém stavu. Průměrný věk nakažených se pohybuje mezi 30 a 79 roky.
Téhož dne zorganizovaly městské úřady ve Wu-chanu každoroční setkání v komunitě Paj-pu-tching oslavující čínský Nový rok, kterého se zúčastnilo na 40 000 rodin. Lidé spolu sdíleli jídlo, přestože úřady věděly o šíření koronaviru. Dne 21. ledna 2020 byla starostovi Wu-chanu Čou Sien-wangovi položena v televizním vysílání otázka, proč se setkání konalo, když se počet potvrzených případů zvýšil na 312. Odpověděl: „Důvod, proč komunita Paj-pu-tching pokračovala v pořádání setkání, byl založeno na úsudku, že se koronavirus šíří mezi lidmi omezeně a tak zde nebyla dostatečná varování.“
19. ledna
Dne 19. ledna byly hlášeny první případy infikovaných mimo Wu-chan, jeden v jižní provincii Kuang-tung a dva v Pekingu. Dohromady bylo laboratoří pozitivně otestováno 201 lidí, přičemž 136 jich bylo testováno ve Wu-chanu. Ve Wu-chanu zemřel také další člověk a celkový počet obětí viru se tak zvýšil na tři, všechny byli čínskými občany.
20. ledna
Vědci z čínské CDC identifikovali tři různé kmeny koronaviru 2019-nCoV a potvrdili tak, že původní wuchanský koronavirus zmutoval do dvou dalších kmenů.
Čínský premiér Li Kche-čchiang vyzval k rázným opatřením. K zavedení důsledných kontrol, aby se zabránilo šíření epidemie způsobené novým koronavirem. První případ infikované osoby ohlásila Jižní Korea. Peking a Kuang-tung oznámily, že počet nakažených osob vzrostl na tři (Peking) a třináct (Kuang-tung). Šanghaj potvrdila svůj první případ. V Číně tak celkový počet laboratorně potvrzených případů stoupl na 218. Tým vyšetřovatelů z Čínské národní zdravotní komise potvrdil, že se virus může šířit mezi lidmi. Nejméně dva lidé se nakazili koronavirem, přestože žili stovky kilometrů od Wu-chanu.
Případy nakažení koronavirem po vědeckém setkání v Singapuru byly prvním důkazem toho, že se wuchanský koronavirus rozšířil mimo Čínu přenosem z člověka na člověka. Dle WHO se jednalo o znepokojující zprávu, který mohla signalizovat mnohem větší ohnisko pandemie. K 5. únoru 2020 byla jako přenašeč koronaviru potvrzena i sestra malajsijského účastníka setkání a další čtyři místní zaměstnanci v Singapuru.
21. ledna
Byla uveřejněna Situační zpráva WHO č. 1.
Ve velkých čínských městech, včetně Šanghaje a Pekingu, bylo dohromady hlášeno 291 případů onemocnění covidem-19. Většina pacientů se však nacházela nadále ve Wu-chanu, v 11milionovém hlavním městě provincie Chu-pej.
Po 300 potvrzených případech nákazy koronavirem a šesti úmrtích čínská státní média varovala úředníky, aby nezakrývali šíření nového koronaviru. Politický orgán zodpovědný za právo a pořádek prohlásil, že kdokoli, kdo se pokusí zatajit nové případy, bude „na věčnost přibit na pilíř hanby“. Místní čínští úředníci zpočátku neposkytovali veřejnosti informace o vypuknutí epidemie. Experti později uvedli, že se tím podcenil počet infikovaných lidí a nebyly poskytnuty včasné informace, které by mohly zachránit životy lidí. Ve svém komentáři, který byl zveřejněn online v úterý dne 21. ledna 2020, Ústřední politická a právní komise Komunistické strany hovořila o tom, že jim epidemie SARS udělila „bolestivou lekci“ a vyzvala tak k informování veřejnosti. Doplnila, že klam může „proměnit kontrolovatelnou přírodní katastrofu na katastrofu způsobenou člověkem“.
Wuchanská městská zdravotní komise ohlásila, že bylo nejméně 15 zdravotníků nakaženo koronavirem a jeden z nich je v kritickém stavu.
Potvrzené případy nakažených se objevily v dalších několika místech Číny. Provincie Če-ťiang ohlásila pět případů a město Tchien-ťin dva případy. Kuang-tung oznámil další tři. Šanghaj a provincie Che-nan oznámily další případy: čtyři v Šanghaji a jeden v Che-nanu. Jeden nakažený se objevil v provincii S’-čchuan a pět ve městě Čchung-čching. Šan-tung, Chu-nan a Jün-nan ohlásily jeden případ. Ťiang-si ohlásil dva. Celkový počet laboratorně potvrzených případů vzrostl v Číně na 312 a počet obětí se zvýšil na 6.
Bylo také oznámeno, že bylo infikováno patnáct členů wuchanského zdravotnického personálu, přičemž čtrnáct z nich mohlo být nakaženo superpřenašečem.
Nové případy infikovaných byly hlášeny také mimo pevninskou Čínu. Tchaj-wan ohlásil svůj první případ a Spojené státy uvedly, že se jejich první nakažený člověk objevil ve státě Washington.
22. ledna
Publikována Situační zpráva WHO č. 2.
Macao a Hongkong oznámily své první, laboratoří potvrzené, případy, přičemž Hongkong ohlásil svůj druhý případ během večera 22. ledna. V Pekingu bylo laboratoří potvrzeno dalších pět případů, v Kuang-tungu devět případů, v Šanghaji pět případů a v Tchien-ťinu dva případy. Če-ťiang a Ťiang-si oznámily, že přibyli další nakažení lidé: pět v Če-ťiangu a jeden v Ťiang-si. Liao-ning informoval o prvních dvou infikovaných. Kuej-čou, Fu-ťien, An-chuej, Šan-si a Ning-sia oznámily své první případy. Chaj-nan ohlásil čtyři nakažené. Další tři případy byly potvrzeny městem Chu-nan. Kuang-si uvedlo, že nemocnice přijaly první dva infikované. Celkový počet laboratorně potvrzených případů vzrostl v Číně na 571 a počet obětí se zvýšil na 17.
Úřady byla oznámena karanténa Wu-chanu, která má začít 23. ledna 2020. Veškerý provoz, dovnitř i ven z města, bude zakázán.
23. ledna
Situační zpráva WHO č. 3.
Ťiang-su oznámil svůj první případ. a Chej-lung-ťiang první dva. Fu-ťien a Kuang-si ohlásily další tři případy nakažených osob. V Šanghaji se objevilo dalších sedm infikovaných. Sin-ťiang informoval o prvních dvou, laboratoří potvrzených, případech, Šen-si o prvních třech a Kan-su o prvních dvou. Macao oznámilo, že výsledky testů 66leté ženy z Wu-chanu byly pozitivní. Jedná se tak o druhou nakaženou osobu v regionu. Celkový počet laboratorně potvrzených případů vzrostl v Číně na 628 a počet obětí zůstal stejný, 17.
Singapur oznámil svůj první případ, 66letého muže z Číny. Vietnam ohlásil své první dva, laboratoří potvrzené, případy, 66letého otce a 28letého syna, oba pocházející z Číny.
Vědecký předtisk z Wuchanského institutu virologie zveřejněný na Biorxiv (později publikovaný i v deníku Nature) uvedl, že byl s 96% podobností sekvenován netopýří virus, který byl nalezen v jeskyni Jün-nan v roce 2013. Jeho sekvence byla zveřejněna na veřejné databázi následujícího dne. Porovnáním infekčnosti buněk exprimujících nebo neexprimujících ACE2 je potvrzeno, že nový koronavirus používá stejný vstupní receptor jako SARS-CoV-1.
Ve Wu-chanu byla na dobu neurčitou přerušena všechna doprava: autobusy, metro i trasy trajektů. Zároveň byly zrušeny všechny odchozí lety a uzavřena nádraží.
24. ledna
Situační zpráva WHO č. 4.
Šan-tung ohlásil dalších šest případů Chu-nan dalších patnáct, Liao-ning další jeden, Fu-ťien další čtyři, An-chuej dalších šest, Ning-sia další jeden a Šanghaj dalších třináct. Dohromady tak bylo laboratoří potvrzeno dalších 38 nakažených.
Francie informovala, že jsou v zemi tři nakažení. Jedná se o první případ infikovaných lidí v Evropské unii. Francouzský ministr zdravotnicí Agnès Buzyn uvedl, že se mohou v zemi objevit další případy.
Studie vypracovaná čínskými vědci informovala o tom, že jsou lidé během inkubační doby infekční a riziko nakažení virem se z toho důvodu zvyšuje.
Konsorcium čínských lékařů a odborníků z Čínského CDC bylo pověřeno vyšetřováním vzniku wuchanského koronaviru. Jejich zpráva byla zveřejněna odborným časopisem The Lancet, ve které byly uvedeny podrobnosti o prvních 41 nakažených.
Koncem dne byla celá provincie Chu-pej a její města, kromě města Siang-jang a lesního obvodu Šen-nung-ťia, dána do karantény.
25. ledna
Situační zpráva WHO č. 5.
Generální tajemník Čínské komunistické strany a prezident Číny Si Ťin-pching nazval na zasedání politbyra „zrychlující se šíření“ koronaviru „vážnou situací“. Pekingská vláda zavedla kvůli jeho „mutaci“ další opatření, aby snížil jeho dopady.
Liang Wudong, 62letý doktor, zemřel na následky koronaviru v Chu-pej.
26. ledna
Situační zpráva WHO č. 6.
Šanghaj ohlásila své první úmrtí, 88letého muže.
Macao oznámilo další tři případy, dohromady bylo ve městě pět nakažených. Hongkong oznámil šestý, sedmý a osmý případ. Thajsko informovalo, že byl hospitalizován osmý nakažený. První z pěti pacientů byl již propuštěn. Dalších 39 lidí, kteří mohou být infikováni, čeká na potvrzení.
Čínské středisko pro kontrolu a prevenci nemocí (CCDC) začalo vyvíjet vakcíny proti koronaviru.
Generální ředitel WHO Tedros Ghebreyesus řekl, že cestoval do Pekingu, kde se měl setkat s čínskými úředníky a odborníky a hovořit s nimi o ohniscích nákazy.
Čína začala využívat celostátních monitorovacích stanic pro screeningy, identifikování a okamžitou izolaci infikovaných osob, a to i na letištích, vlakových a autobusových nádražích a v přístavech.
27. ledna
Situační zpráva WHO č. 7.
Doktor Gabriel Leung, děkan Lékařské fakulty Hongkongské univerzity a jeden z předních celosvětových expertů na SARS a viry, zveřejnil na platformě YouTube prezentaci o délce tří hodin. V ní uvedl předpovědi a prognózy koronaviru. S pomocí tradičních vědeckých modelovacích metod předpověděl šíření viru a uvedl, že skutečný počet infikovaných lidí může být 10x větší, než uvádějí oficiální čísla. Doktor Leung odhadl, že v Číně mohlo být ke dni 24. ledna 2020 44 000 až 100 000 nakažených osob. Uvedl, že pro zpomalení šíření viru je potřeba drastických opatření, jeho pandemické rozšíření se však nezastaví. Předpokládal, že počet infikovaných lidí bude nadále stoupat a exponenciálně vrcholit na konci dubna nebo května 2020. Doplnil, že na vrcholu šíření koronaviru může být denně až 100 000 nových nakažených. Doktor Gabriel Leung následně publikoval svůj výzkum v časopise The Lancet. Čou Sien-wang, starosta města Wu-chan, v čínské televizi řekl, že pravidla zavedená Pekingem omezovala informace, které mohl o hrozbě koronaviru zveřejnit. Což naznačuje, že „centrální vláda byla částečně zodpovědná za nedostatečnou transparentnost, která tak narušila časnou reakci na rychle se rozvíjející zdravotní krizi.“
Peking oznámil první úmrtí v hlavním městě.
14letá dívka z Mongolska, která studovala v Číně, onemocněla na zápal plic a laryngitidu a zemřela téhož dne. Úřady uvedly, že odebraly vzorky zesnulé dívky, které projdou analýzou v Národním centrum pro přenosné nemoci v Ulánbátaru. Dva mongolští studenti, kteří přiletěli z Tchaj-wanu na Čingischánovo mezinárodní letiště projevili symptomy nákazy, zvýšenou horečku, a byli dáni do karantény. Ve Švýcarsku byly dány dvě osoby do karantény v nemocnici Triemli v Curychu, obě byly v Číně. Oba dva testy osob však vyšly negativně.
V Německu byl zaznamenán celosvětově první případ člověka, který přenášel vir bez příznaků. Původně se jedinec nakazil v Šanghaji.
28. ledna
Situační zpráva WHO č. 8.
Nejvyšší lidový soud Čínské lidové republiky rozhodl, že se doktor Li Wen-liang nedopustil zločinu šíření „fám“, když dne 30. prosince 2019 zveřejnil na fóru WeChat pro absolventy lékařské školy informaci, že se v jeho péči nachází sedm pacientů, kteří jeví známky onemocnění SARS. Ve svém rozhodnutí Nejvyšší lidový soud uvedl: „Kdyby společnost tehdy věřila těmto „fámám“ a lidé nosili ochranné roušky, používali dezinfekční prostředky a vyhnuli se vstupu na trhy s divokými zvířaty, jako kdyby tam došlo k vypuknutí SARS, možná bychom dnes mohli lépe kontrolovat šíření koronaviru.“ Dodal, že „fámy končí, když je otevřenost.“
Brazilské ministerstvo zdravotnicí ohlásilo, že se na třech místech v zemi nacházejí podezřelí nakažení: v Bele Horizonte, Curitibě a São Leopolde. Kanada oznámila podezřelý případ v Britské Kolumbii, muž ve svých 40 letech nedávno cestoval do Wu-chanu.
Britsko-čínské lékařské výzkumy a statistiky odhadovaly, že aktuální počet nakažených může být mnohem větší. Infikovaných může být až 26 701 (ke dni 28. ledna 2020).
Město Siang-jang bylo dáno do karantény. Celá provincie Chu-pej se tak, kromě lesního obvodu Šen-nung-ťia, nachází v karanténě.
29. ledna
Situační zpráva WHO č. 9.
Do 13. února měly firmy v Chu-peji zákaz provozu a školy odložily jejich znovuotevření.
Společnost Air Canada pozastavila všechny přímé lety do Číny. Koná tak dle rady federální vlády, aby se vyhnulo zbytečnému cestování na pevninskou Čínu kvůli epidemii. Pozastavení je účinné od čtvrtka a má trvat do 29. února.
- Tibet oznámil svůj první podezřelý případ[207] a v noci vyhlásil první úroveň ohrožení veřejného zdraví. Jedná se o poslední provincii Číny, která tak učinila.[208] Podezřelé případy byly hlášeny ve všech 31 provinciích Číny.

30. ledna
Situační zpráva WHO č. 10.
- Případy byly ohlášeny ve všech 31 provinciích Číny.[210]
- Filipíny potvrdily první případ infikované osoby. Žena čínské národnosti přicestovala do Manily z Hongkongu dne 21. ledna.[211]
- Indie oznámila svůj první případ. Jedná se nakaženého studenta, který se vrátil do Kéraly z Wuchanské univerzity.[212]
- Italský premiér Giuseppe Conte na tiskové konferenci uvedl, že byly potvrzeny dva případy nakažených.[213]

31. ledna
Situační zpráva WHO č. 11.
- Čínští odborníci na zdraví varovali, že pacienti s koronavirem mohou být znovu infikování. Čína započala repatriaci obyvatel do Wu-chanu.[215]

## Události a opatření

### Leden 2020
1. ledna
Velkoobchodní trh s mořskými plody Chua-nan, zdroj prvotních případů nnákazy koronavirem, byl uzavřen 1. ledna 2020, údajně kvůli čištění a dezinfikování. Téhož dne čínská státní tisková agentura informovala, že wuchanská policie vyslechla osm obyvatel kvůli šíření „dezinformací“, jejichž předmětem bylo šíření nové infekce podobné SARS. Zpravodajský kanál CNA téhož dne informoval, že wuchanská policie těchto osm obyvatel potrestala za „zveřejnění nebo předání nepravdivých informací na internetu bez ověření“.
Dne 1. ledna 2020 byla instituce, která provozovala genetické sekvenování koronaviru, upozorněna Zdravotní komisí Wu-chanu, že další sekvenování nových vzorků již není povoleno. Stávající vzorky musí být zničeny a všechna data uchována v tajnosti.
2. ledna
Dne 2. ledna 2020 zakázala Centrální nemocnice ve Wu-chanu svým zaměstnancům veřejně mluvit o nové nemoci nebo ji nějakým způsobem dokumentovat tak, aby o ní byly důkazy. Situaci jednotlivých pacientů bylo možno „ústně zmínit pouze tehdy, když se lékaři střídají na směně“.
3. ledna
Dne 3. ledna 2020 bylo Čínským úřadem národního zdravotnictví zveřejněno prohlášení, že je nový koronavirus vysoce patogenním mikroorganismem typu 2. Celostátní úřad požadoval, aby byly všechny vzorky předány provinčnímu nebo vyššímu zdravotnímu úřadu. Ostatní organizace nebo osoby disponující vzorkem ho měly zničit a následně vše uvést v protokolu. Zároveň úřad dodal, že všechna data musí být utajena a před zveřejněním jakýchkoli výsledků bude nutný souhlas vyšších orgánů.
7. ledna
Dne 7. ledna 2020, dle článku publikovaném v únoru, vznesl čínský prezident a tajemník strany Si Ťin-pching na jednání výboru požadavek, aby se zavedla prevence a kontroly kvůli nové epidemie zápalu plic, která začala ve Wu-chanu.
10. ledna
Data genového sekvenování izolovaného koronaviru 2019-nCoV, který pochází ze stejné rodiny jako koronavirus SARS, byla publikována na Virological.org vědci Univerzity Fu-tan v Šanghaji. Další tři sekvence od Čínského střediska pro kontrolu a prevenci nemocí, jedna sekvence od Čínské akademie lékařských věd a jedna od nemocnice Ťin-jin-tchan ve Wu-chanu byly zveřejněny na portálu GISAID (Global Initiative on Sharing All Influenza Data). Ve stejný den vydala agentura Veřejné zdraví Anglie (Public Health England) doporučení pro cestovatele, ve kterém vyzývá k základní hygieně a mytí rukou.
Toho dne započala čínská cestovní sezóna Čchun-jün.
12. ledna
Dne 12. ledna bylo ve Wu-chanu zahájeno zasedání chupejského provinčního shromáždění a politického poradního výboru, které trvalo až do 18. ledna.
Šanghajské veřejné zdravotnické klinické středisko, zařízení, které zveřejnilo první genomovou sekvenci viru, bylo z neznámých důvodů uzavřeno.
14. ledna
Reportéři z Hongkongu byli kvůli pokusu o zfilmování situace ve wuchanské nemocnici převezeni na policejní stanici.
20. ledna
Čínský premiér Li Kche-čchiang vyzval k rázným opatřením. K zavedení důsledných kontrol, aby se zabránilo šíření epidemie způsobené novým koronavirem. Peking a Kuang-tung oznámily, že počet nakažených osob vzrostl na tři (Peking) a třináct (Kuang-tung). Šanghaj potvrdila svůj první případ. V Číně tak celkový počet laboratorně potvrzených případů stoupl na 218. Tým vyšetřovatelů z Čínské národní zdravotní komise potvrdil, že se virus může šířit mezi lidmi. Nejméně dva lidé se nakazili koronavirem, přestože žili stovky kilometrů od Wu-chanu.
22.-23. ledna
Čínská vláda oznámila, že město Wu-chan bylo dáno do karantény. Od 23. ledna 10:00 (UTC+08:00) byly všechny lety z města zrušeny, vlaková nádraží uzavřena a veřejná doprava pozastavena. Nicméně Čínská národní správa železnic vydala zprávu, ve které stálo, že do začátku termínu karantény odjelo z Wuchanského nádraží přibližně 100 000 lidí. Kromě toho obešlo několik obyvatel Wu-chanu kontrolní stanoviště, jelikož si vzali antipyretika na snížení horečky. Tento tip byl sdílen na blogu Sina Weibo.
V noci bylo wuchanskou vládou oznámeno, že občané musí ve veřejných prostorách a zařízeních nosit ochrannou masku.
Ve Wu-chanu byla na dobu neurčitou přerušena všechna doprava: autobusy, metro i trasy trajektů. Během půlnoci začala ve městě stavba specializované nouzové nemocnice s kapacitou nejméně 1 000 lůžek, která bude vystavěna podle nemocnice Siao-tchang-šan, jež byla postavena v roce 2003 během epidemie SARS v Pekingu. Do provozu by měla být uvedena 3. února.
Provincie Če-ťiang Kuang-tung, a Chu-nan vyhlásily první úroveň ohrožení veřejného zdraví, nejvyšší možnou.
Vydání všech sedmy hlavních filmů o čínském Novém roku bylo zrušeno. Mobilní videohra Plague Inc., která vyšla v roce 2012, se stala nejoblíbenější aplikací v Číně.
24. ledna
Sedm čínských provincií, dva autonomní regiony a centrálně spravovaná města Chu-pej, An-chuej, Tchien-ťin, Peking, Šanghaj, Čchung-čching, S’-čchuan, Ťiang-si, Jün-nan, Šan-tung, Fu-ťien, Kuang-si, a Che-pej vyhlásily první úroveň ohrožení veřejného zdraví. Město Ťing-čou bylo dáno do karantény a počet lidí v karanténě ve městech vzrostl na 35 milionů. Celá provincie Chu-pej a její města, kromě města Siang-jang a lesního obvodu Šen-nung-ťia, byly dány do karantény.
Všech 70 000 čínských kin bylo uzavřeno na dobu neurčitou. Uzavřeno bylo také několik turistických atrakcí. Například Wu-tchaj-šan, Pching-jao, průsmyk Jen-men, jezero Süan-wu-chu, hora Čchi-sia, Pamětní síň obětí Nankingského masakru, Pamětní síň Sunjatsena, Kantonská věž, Ku-lang-jü, zahrada Jü, Disneyland Šanghaj, Západní jezero a Zakázané město. Společnosti Starbucks a McDonald's zavřely některé ze svých čínských prodejen.
Vlády Pekingu a Šanghaje naléhaly na obyvatele, kteří se vraceli z ohniska epidemie, aby zůstali doma po dobu 14 dnů a zabránili tak šíření viru.
25. ledna
První stupeň ohrožení veřejného zdraví byl vyhlášen v deseti provinciích a autonomních regionech Ťiang-su, Chaj-nan, Sin-ťiang, Chej-lung-ťiang, Che-nan, Kan-su, Liao-ning, Šan-si, Ša-an-si, Čching-chaj, Ťi-lin, Ningxia, a Vnitřní Mongolsko. Stav ohrožení byl v tu dobu vyhlášen ve 30 z 31 provincií Číny, jedinou výjimkou byl Tibet.
Čínská národní zdravotní komise vyslala 1 230 zdravotníků v šesti skupinách do Wu-chanu, centra provincie Chu-pej, aby pomohli s bojem proti koronaviru. Dne 25. ledna započaly tři ze šesti skupin práci v ohnisku epidemie. Místní média dříve informovala, že do města přišlo pomáhat také 450 vojenských zdravotníků. Úřady byla oznámena výstavba druhé specializované nouzové nemocnice Lej-šen-šan, která by měla pojmout 1 300 lůžek. Do provozu by měla být uvedena do poloviny února.
Peking oznámil, že do 26. ledna zruší všechny meziměstské autobusové a vlakové spoje.
Politbyro ústředního výboru Komunistické strany Číny se sešlo, aby projednalo kontrolu a prevenci proti novému koronaviru. Si Ťin-pching, generální tajemník ústředního výboru KS Číny, uvedl, že země čelí „závažné situaci“, protože se počet infikovaných lidí stále zvyšuje.
Straco dočasně zavřelo Šanghajské oceánské akvárium, Podvodní svět Sia-men a lanovku Li-sing, aby omezilo šíření koronaviru.
26. ledna
V oblasti prevence a kontroly nového koronaviru byla zřízena vedoucí skupina, v jejímž čele stojí čínský premiér Li Kche-čchiang. Skupina se rozhodla, že prodlouží jarní prázdniny, aby zajistila ohnisko epidemie.
Čínské středisko pro kontrolu a prevenci nemocí (CCDC) začalo vyvíjet vakcíny proti koronaviru.
Městská prefektura Šan-tchou deklarovala částečné uzavření, bylo však rychle zrušeno.
Čína okamžitě zakázala veškerý obchod s volně žijícími živočichy.
Generální ředitel WHO Tedros Ghebreyesus řekl, že byl na cestě do Pekingu, kde by se měl setkat s čínskými úředníky a odborníky a mluvit o koronaviru a jeho ohnisku.
Čína začala využívat celostátních monitorovacích stanic pro screeningy, identifikování a okamžitou izolaci infikovaných osob, a to i na letištích, vlakových a autobusových nádražích a v přístavech.
Školy v Pekingu zůstanou zavřené na dobu neurčitou, aby se předešlo dalšímu šíření viru. Zároveň pekingská vláda uvedla, že město neuzavře.
27. ledna
Čínský premiér Li Kche-čchiang navštívil Wu-chan, epicentrum koronaviru, aby řídil preventivní práce.
Čínské ministerstvo financí a Národní zdravotní komise poskytly na boj s koronavirem 60,33 miliard jüanů (199,06 miliard korun českých).
Siang-jang oznámil pozastavení trajektů, které začne platit 28. ledna. Celá provincie Chu-pej a její města tak byly dány do karantény s výjimkou lesního obvodu Šen-nung-ťia. Tento krok nastal po uzavření všech vlakových nádražích dne 27. ledna a dřívějším ukončení provozu letiště a meziměstských autobusů.
Wu-chan pozastavuje vydávání víz a cestovních pasů pro čínské občany do 30. ledna.
Vláda Šanghaje uvedla, že společnosti ve městě nesmějí pokračovat v činnosti do 9. února. Čínská technologická firma Tencent žádá zaměstnance, aby kvůli koronaviru pracovali do 7. února z domova.
Starosta Wu-chanu uznal kritiku a připouští, že informace o karanténě a viru nebyly zveřejněny dostatečně předem a rychle. Řekl, že pokud to veřejnému mínění pomůže, tak rezignuje. Dodal však, že místní vláda musela žádat o povolení, aby mohla informace zveřejnit.
Tchang-šan preventivně pozastavuje provoz veřejné dopravy.
28. ledna
Wanda Group osvobodila obchodníky od nájmů a ostatních poplatků mezi 24. lednem až 25. únorem. Celkové snížení poplatků tak činí přibližně 3–4 miliardy jüanů (9,72–12,96 miliard korun českých).
Společnost Sasseur REIT dočasně uzavřela čtyři nákupní centra a dalších sedm outletů, aby se šíření koronaviru zpomalilo.
Dasin Retail Trust zkrátilo nákupní hodiny ve svých pěti nákupních centrech a dočasně zavřelo přeplněná místa.
29. ledna
Tibetská autonomní oblast oznámila svůj první podezřelý případ a v noci vyhlásil první úroveň ohrožení veřejného zdraví. Jedná se o poslední provincii Číny, která tak učinila. Podezřelé případy byly hlášeny ve všech 31 provinciích Číny.
Do 13. února mají firmy v Chu-peji zákaz provozu a školy odložily jejich znovuotevření.
Čínská policie ukončila vyšetřování osmi obyvatel, které začalo 1. ledna. Policie obvinila osoby z šíření „fám“ o „novém viru podobném SARS“. Osoby byly na čínských sociálních sítích označeny za „osm statečných“ (八勇士).
Po nařízeních místních úřadů se společnost CapitaLand rozhodla dočasně uzavřít čtyři nákupní centra ve Wu-chanu a dvě nákupní centra v Sienu. Zbylých 45 obchodních center omezí své nákupní hodiny. Společnost také zřídila fond v hodnotě 10 milionů jüanů na boj s koronavirem.
30. ledna
Od 30. ledna byla všechna meziregionální doprava na pevninské Číně do Chu-peje pozastavena. Přeprava cestujících na silnicích v deseti provinciích a přímo spravovaných městech, včetně Chu-peje a Pekingu, byla pozastavena, meziregionální vlakové trasy v šestnácti provinciích byly pozastaveny, meziměstské autobusové trasy byly v desítkách měst ve dvaceti osmi provinciích zastaveny a meziměstské vlakové trasy v pěti městech, včetně Wu-chanu, byly také zastaveny.
Výbor komunistické strany provincie Chuang-kang oznámil propuštění vedoucího zdravotnicí, Tchanga Č'-chunga.
31. ledna
Čínská národní správa železnic oznámila, že od 1. února musí každý nakupující jízdenky uvést telefonní číslo (cizinci pak e-mailovou adresu).
Čínští odborníci na zdraví varují, že pacienti s koronavirem mohou být znovu infikování. Čína započala repatriaci obyvatel do Wu-chanu.

## Statistiky
Čínské statistiky do počtu nakažených nezahrnují případy, u nichž sice test přítomnost viru prokázal, ale neprojevují se u nich příznaky. Nejsou proto srovnatelné s údaji pro jiné státy.
Šablona:Data pandemie covidu-19/Čínské případy
| Datum                                                                          | Případy       | Případy   | Případy  | Úmrtí | Zotavení | Úmrtí + zotavení | Karanténa   | Karanténa             | Karanténa  | Karanténa | Zdroj           |
| Datum                                                                          | Pravděpodobné | Potvrzené | Kritické | Úmrtí | Zotavení | Úmrtí + zotavení | V karanténě | Propuštěno (daný den) | Propuštěno | Celkem    | Zdroj           |
| ------------------------------------------------------------------------------ | ------------- | --------- | -------- | ----- | -------- | ---------------- | ----------- | --------------------- | ---------- | --------- | --------------- |
| 2019-12-31                                                                     | 27            |           | 7        | 0     |          |                  |             |                       |            |           | [ 307 ]         |
| 2020-01-03                                                                     | 44            |           | 11       | 0     |          |                  | 121         |                       |            |           | [ 308 ]         |
| 2020-01-05                                                                     | 59            |           | 7        | 0     |          |                  | 163         |                       |            |           | [ 309 ]         |
| 2020-01-10                                                                     |               | 41        | 7        | 1     | 2        | 3                | 739         |                       | 0          | 739       | [ 310 ]         |
| 2020-01-11                                                                     |               | 41        | 7        | 1     | 6        | 7                | 717         |                       | 46         | 763       | [ 311 ]         |
| 2020-01-12                                                                     |               | 41        | 6        | 1     | 7        | 8                | 687         |                       | 76         | 763       | [ 312 ]         |
| 2020-01-13                                                                     |               | 41        | 6        | 1     | 7        | 8                | 576         |                       | 187        | 763       | [ 313 ]         |
| 2020-01-14                                                                     |               | 41        | 6        | 1     | 7        | 8                | 313         |                       | 450        | 763       | [ 314 ]         |
| 2020-01-15                                                                     |               | 41        | 5        | 2     | 12       | 14               | 119         |                       | 644        | 763       | [ 315 ]         |
| 2020-01-16                                                                     |               | 45        | 5        | 2     | 15       | 17               | 98          |                       | 665        | 763       | [ 316 ]         |
| 2020-01-17                                                                     |               | 62        | 8        | 2     | 19       | 21               | 82          |                       | 681        | 763       | [ 317 ]         |
| 2020-01-18                                                                     |               | 121       | 7        | 3     | 24       | 27               |             |                       |            |           | [ 318 ]         |
| 2020-01-19                                                                     |               | 198       | 44       | 3     | 25       | 28               | 90          |                       | 727        | 817       | [ 318 ]         |
| 2020-01-20                                                                     | 54            | 291       | 63       | 6     | 25       | 31               | 922         |                       | 817        | 1739      | [ 319 ] [ 320 ] |
| 2020-01-21                                                                     | 37            | 440       | 102      | 9     |          |                  | 1 394       |                       | 765        | 2 159     | [ 321 ]         |
| 2020-01-22                                                                     | 257           | 571       | 95       | 17    |          |                  | 4 928       |                       | 969        | 5 897     | [ 322 ]         |
| 2020-01-23                                                                     | 1 072         | 830       | 177      | 25    | 34       | 59               | 8 420       |                       | 1 087      | 9 509     | [ 323 ]         |
| 2020-01-24                                                                     | 1 965         | 1 287     | 237      | 41    | 38       | 79               | 13 967      |                       | 1 230      | 15 197    | [ 324 ]         |
| 2020-01-25                                                                     | 2 684         | 1 975     | 324      | 56    | 49       | 105              | 21 556      | 325                   |            | 23 431    | [ 325 ]         |
| 2020-01-26                                                                     | 5 794         | 2 744     | 461      | 80    | 51       | 131              | 30 453      | 583                   |            | 32 799    | [ 326 ]         |
| 2020-01-27                                                                     | 6 973         | 4 515     | 976      | 106   | 60       | 166              | 44 132      | 914                   |            | 47 833    | [ 327 ]         |
| 2020-01-28                                                                     | 9 239         | 5 974     | 1 239    | 132   | 103      | 235              | 59 990      | 1 604                 |            | 65 537    | [ 328 ]         |
| 2020-01-29                                                                     | 12 167        | 7 711     | 1 370    | 170   | 124      | 294              | 81 947      | 2 364                 |            | 88 693    | [ 329 ]         |
| 2020-01-30                                                                     | 15 238        | 9 692     | 1 527    | 213   | 171      | 384              | 102 427     | 4 201                 |            | 113 579   | [ 330 ]         |
| 2020-01-31                                                                     | 17 988        | 11 791    | 1 795    | 259   | 243      | 502              | 118 478     | 6 509                 |            | 136 987   | [ 331 ]         |
| 2020-02-01                                                                     | 19 544        | 14 380    | 2 110    | 304   | 328      | 632              | 137 594     | 8 044                 |            | 163 844   | [ 332 ]         |
| 2020-02-02                                                                     | 21 558        | 17 205    | 2 296    | 361   | 475      | 836              | 152 700     | 10 055                |            | 189 583   | [ 333 ]         |
| 2020-02-03                                                                     | 26 630        | 20 440    | 2 788    | 425   | 632      | 1 057            | 171 329     | 12 755                |            | 221 015   | [ 334 ]         |
| 2020-02-04                                                                     | 23 260        | 24 324    | 3 219    | 490   | 892      | 1 382            | 185 555     | 18 457                |            | 252 154   | [ 335 ]         |
| 2020-02-05                                                                     | 24 702        | 28 018    | 3 859    | 563   | 1 153    | 1 716            | 186 354     | 21 365                |            | 282 813   | [ 336 ]         |
| 2020-02-06                                                                     | 26 359        | 31 161    | 4 821    | 637   | 1 540    | 2 177            | 186 045     | 26 762                |            | 314 028   | [ 337 ]         |
| 2020-02-07                                                                     | 27 657        | 34 610    | 6 101    | 722   | 2 050    | 2 772            | 189 660     | 26 702                |            | 345 498   | [ 338 ]         |
| 2020-02-08                                                                     | 28 942        | 37 198    | 6 188    | 811   | 2 649    | 3 460            | 188 183     | 31 124                |            | 371 905   | [ 339 ]         |
| 2020-02-09                                                                     | 23 589        | 40 171    | 6 484    | 908   | 3 281    | 4 189            | 187 518     | 29 307                |            | 399 487   | [ 340 ]         |
| 2020-02-10                                                                     | 21 675        | 42 638    | 7 333    | 1 016 | 3 996    | 5 012            | 187 728     | 26 724                |            | 428 438   | [ 341 ]         |
| 2020-02-11                                                                     | 16 067        | 44 653    | 8 204    | 1 113 | 4 749    | 5 862            | 185 037     | 30 068                |            | 451 462   | [ 342 ]         |
| 2020-02-12                                                                     | 13 435        | 59 804    | 8 030    | 1 367 | 5 911    | 7 278            | 181 386     | 29 429                |            | 471 531   | [ 343 ]         |
| 2020-02-13                                                                     | 10 109        | 63 851    | 10 204   | 1 380 | 6 723    | 8 103            | 177 984     | 26 905                |            | 493 067   | [ 344 ]         |
| 2020-02-14                                                                     | 8 969         | 66 492    | 11 053   | 1 523 | 8 096    | 9 619            | 169 039     | 30 081                |            | 513 183   | [ 345 ]         |
| 2020-02-15                                                                     | 8 228         | 68 500    | 11 272   | 1 665 | 9 419    | 11 091           | 158 764     | 29 788                |            | 529 418   | [ 346 ]         |
| 2020-02-16                                                                     | 7 264         | 70 548    | 10 644   | 1 770 | 10 844   | 12 614           | 150 539     | 28 179                |            | 546 016   | [ 347 ]         |
| 2020-02-17                                                                     | 6 242         | 72 436    | 11 741   | 1 868 | 12 552   | 14 420           | 141 552     | 27 908                |            | 560 901   | [ 348 ]         |
| 2020-02-18                                                                     | 5 248         | 74 185    | 12 017   | 2 004 | 14 376   | 16 380           | 135 581     | 25 014                |            | 574 418   | [ 349 ]         |
| 2020-02-19                                                                     | 4 922         | 74 576    | 11 864   | 2 118 | 16 155   | 18 273           | 126 363     | 25 318                |            | 589 163   | [ 350 ]         |
| 2020-02-20                                                                     | 5 206         | 75 465    | 11 633   | 2 236 | 18 264   | 20 500           | 120 302     | 28 804                |            | 606 037   | [ 351 ]         |
| 2020-02-21                                                                     | 5 365         | 76 288    | 11 477   | 2 345 | 20 659   | 23 004           | 113 564     | 26 441                |            | 618 915   | [ 352 ]         |
| 2020-02-22                                                                     | 4 148         | 76 936    | 10 968   | 2 442 | 22 888   | 25 330           | 106 089     | 22 128                |            | 628 517   | [ 353 ]         |
| 2020-02-23                                                                     | 3 434         | 77 150    | 9 915    | 2 592 | 24 734   | 27 326           | 97 481      | 16 758                |            | 635 531   | [ 354 ]         |
| 2020-02-24                                                                     | 2 824         | 77 658    | 9 126    | 2 663 | 27 323   | 29 986           | 87 902      | 15 758                |            | 641 742   | [ 355 ]         |
| 2020-02-25                                                                     | 2 067         | 78 064    | 8 752    | 2 715 | 29 745   | 32 460           | 79 108      | 14 573                |            | 647 406   | [ 356 ]         |
| 2020-02-26                                                                     | 2 358         | 78 497    | 8 346    | 2 744 | 32 495   | 35 239           | 71 572      | 12 823                |            | 652 174   | [ 357 ]         |
| 2020-02-27                                                                     | 2 308         | 78 824    | 7 952    | 2 788 | 36 117   | 38 905           | 65 225      | 10 525                |            | 656 054   | [ 358 ]         |
| 2020-02-28                                                                     | 1 418         | 79 251    | 7 664    | 2 835 | 39 002   | 41 837           | 58 233      | 10 193                |            | 658 587   | [ 359 ]         |
| 2020-02-29                                                                     | 851           | 79 824    | 7 365    | 2 870 | 41 625   | 44 495           | 51 856      | 8 620                 |            | 660 716   | [ 360 ]         |
| 2020-03-01                                                                     | 715           | 80 026    | 7 110    | 2 912 | 44 462   | 47 374           | 46 219      | 8 154                 |            | 663 240   | [ 361 ]         |
| 2020-03-02                                                                     | 587           | 80 151    | 6 806    | 2 943 | 47 204   | 50 147           | 40 651      | 7 650                 |            | 664 899   | [ 362 ]         |
| 2020-03-03                                                                     | 520           | 80 270    | 6 416    | 2 981 | 49 856   | 52 837           | 36 432      | 6 250                 |            | 666 397   | [ 363 ]         |
| 2020-03-04                                                                     | 522           | 80 409    | 5 952    | 3 012 | 52 045   | 55 057           | 32 870      | 6 584                 |            | 669 025   | [ 364 ]         |
| 2020-03-05                                                                     | 482           | 80 552    | 5 737    | 3 042 | 53 726   | 56 768           | 29 896      | 5 457                 |            | 670 854   | [ 365 ]         |
| 2020-03-06                                                                     | 502           | 80 651    | 5 489    | 3 070 | 55 404   | 58 474           | 26 730      | 4 773                 |            | 672 458   | [ 366 ]         |
| 2020-03-07                                                                     | 458           | 80 695    | 5 264    | 3 097 | 57 065   | 60 162           | 23 074      | 4 021                 |            | 674 038   | [ 367 ]         |
| 2020-03-08                                                                     | 421           | 80 735    | 5 111    | 3 119 | 58 600   | 61 719           | 20 146      | 3 802                 |            | 674 760   | [ 368 ]         |
| 2020-03-09                                                                     | 349           | 80 754    | 4 797    | 3 136 | 59 897   | 62 855           | 16 982      | 4 148                 |            | 675 338   | [ 369 ]         |
| 2020-03-10                                                                     | 285           | 80 778    | 4 492    | 3 158 | 61 475   | 64 633           | 14 607      | 3 235                 |            | 675 886   | [ 370 ]         |
| 2020-03-11                                                                     | 253           | 80 793    | 4 257    | 3 169 | 62 793   | 65 962           | 13 701      | 2 206                 |            | 677 243   | [ 371 ]         |
| 2020-03-12                                                                     | 147           | 80 813    | 4 020    | 3 176 | 64 111   | 67 287           | 12 161      | 2 483                 |            | 678 088   | [ 372 ]         |
| 2020-03-13                                                                     | 115           | 80 824    | 3 610    | 3 189 | 65 541   | 68 730           | 10 879      | 2 174                 |            | 678 935   | [ 373 ]         |
| 2020-03-14                                                                     | 113           | 80 844    | 3 226    | 3 199 | 66 911   | 70 110           | 10 189      | 1 409                 |            | 679 759   | [ 374 ]         |
| 2020-03-15                                                                     | 134           | 80 860    | 3 032    | 3 213 | 67 749   | 70 962           | 9 582       | 1 316                 |            | 680 462   | [ 375 ]         |
| 2020-03-16                                                                     | 128           | 80 881    | 2 830    | 3 226 | 68 679   | 71 905           | 9 351       | 1 105                 |            | 681 404   | [ 376 ]         |
| 2020-03-17                                                                     | 119           | 80 894    | 2 622    | 3 237 | 69 601   | 72 838           | 9 222       | 1 014                 |            | 682 327   | [ 377 ]         |
| 2020-03-18                                                                     | 105           | 80 928    | 2 314    | 3 245 | 70 420   | 73 665           | 9 144       | 1 032                 |            | 683 281   | [ 378 ]         |
| 2020-03-19                                                                     | 104           | 80 967    | 2 136    | 3 248 | 71 150   | 74 398           | 8 989       | 1 197                 |            | 684 331   | [ 379 ]         |
| 2020-03-20                                                                     | 106           | 81 008    | 1 963    | 3 255 | 71 740   | 74 995           | 9 371       | 1 191                 |            | 685 866   | [ 380 ]         |
| 2020-03-21                                                                     | 118           | 81 054    | 1 845    | 3 261 | 72 244   | 75 505           | 10 071      | 1 110                 |            | 687 680   | [ 381 ]         |
| 2020-03-22                                                                     | 136           | 81 093    | 1 749    | 3 270 | 72 703   | 75 973           | 10 701      | 661                   |            | 688 993   | [ 382 ]         |
| 2020-03-23                                                                     | 132           | 81 171    | 1 573    | 3 277 | 73 159   | 76 436           | 12 077      | 769                   |            | 691 185   | [ 383 ]         |
| 2020-03-24                                                                     | 134           | 81 218    | 1 399    | 3 281 | 73 650   | 76 931           | 13 356      | 1 215                 |            | 693 223   | [ 384 ]         |
| 2020-03-25                                                                     | 159           | 81 285    | 1 235    | 3 287 | 74 051   | 77 338           | 14 714      | 721                   |            | 695 305   | [ 385 ]         |
| 2020-03-26                                                                     | 189           | 81 340    | 1 034    | 3 292 | 74 588   | 77 880           | 16 005      | 837                   |            | 697 470   | [ 385 ]         |
| 2020-03-27                                                                     | 184           | 81 394    | 921      | 3 295 | 74 971   | 78 266           | 17 198      | 758                   |            | 699 396   | [ 385 ]         |
| 2020-03-28                                                                     | 174           | 81 439    | 742      | 3 300 | 75 448   | 78 748           | 18 581      | 1 097                 |            | 701 884   | [ 385 ]         |
| 2020-03-29                                                                     | 168           | 81 470    | 633      | 3 304 | 75 770   | 79 074           | 19 235      | 1 575                 |            | 704 190   | [ 385 ]         |
| 2020-03-30                                                                     | 183           | 81 518    | 528      | 3 305 | 76 052   | 79 357           | 19 853      | 1 199                 |            | 706 017   | [ 385 ]         |
| 2020-03-31                                                                     | 172           | 81 554    | 466      | 3 312 | 76 238   | 79 550           | 20 314      | 1 418                 |            | 707 913   | [ 385 ]         |
| 2020-04-01                                                                     | 152           | 81 589    | 429      | 3 318 | 76 408   | 79 726           | 20 072      | 1 898                 |            | 709 570   | [ 385 ]         |
| 2020-04-02                                                                     | 135           | 81 620    | 379      | 3 322 | 76 571   | 79 893           | 19 533      | 1 990                 |            | 710 985   | [ 385 ]         |
| 2020-04-03                                                                     | 114           | 81 639    | 331      | 3 326 | 76 751   | 80 077           | 18 286      | 2 346                 |            | 712 088   | [ 385 ]         |
| 2020-04-04                                                                     | 107           | 81 669    | 295      | 3 329 | 76 964   | 80 293           | 17 436      | 1 869                 |            | 713 110   | [ 385 ]         |
| 2020-04-05                                                                     | 88            | 81 708    | 265      | 3 331 | 77 078   | 80 409           | 16 154      | 2 151                 |            | 713 988   | [ 385 ]         |
| 2020-04-06                                                                     | 89            | 81 740    | 211      | 3 331 | 77 167   | 80 498           | 14 499      | 2 365                 |            | 714 720   | [ 385 ]         |
| 2020-04-07                                                                     | 83            | 81 802    | 189      | 3 333 | 77 279   | 80 612           | 13 334      | 2 295                 |            | 715 854   | [ 385 ]         |
| 2020-04-08                                                                     | 73            | 81 865    | 176      | 3 335 | 77 370   | 80 705           | 12 510      | 1 848                 |            | 716 889   | [ 385 ]         |
| 2020-04-09                                                                     | 53            | 81 907    | 144      | 3 336 | 77 455   | 80 791           | 11 176      | 1 823                 |            | 717 378   | [ 385 ]         |
| 2020-04-10                                                                     | 44            | 81 953    | 141      | 3 339 | 77 525   | 80 864           | 10 435      | 1 411                 |            | 718 050   | [ 385 ]         |
| Datum                                                                          | Pravděpodobné | Potvrzené | Kritické | Úmrtí | Zotavení | Úmrtí + zotavení | V karanténě | Propuštěno (daný den) | Propuštěno | Celkem    | Zdroj           |
| Datum                                                                          | Případy       | Případy   | Případy  | Úmrtí | Zotavení | Úmrtí + zotavení | Karanténa   | Karanténa             | Karanténa  | Karanténa | Zdroj           |
| Poznámky: - Údaje dle Národní zdravotní komise a Chupejské zdravotní komise 1. |               |           |          |       |          |                  |             |                       |            |           |                 |